# Hrabia Hardwicke

## Informacje ogólne
- Dodatkowymi tytułami hrabiego Hardwicke są:
  - wicehrabia Royston
  - baron Hardwicke
- Najstarszy syn hrabiego Hardwicke nosi tytuł wicehrabiego Royston

Hrabiowie Hardwicke 1. kreacji (parostwo Wielkiej Brytanii)
- 1754–1764: Philip Yorke, 1. hrabia Hardwicke
- 1764–1790: Philip Yorke, 2. hrabia Hardwicke
- 1790–1834: Philip Yorke, 3. hrabia Hardwicke
- 1834–1873: Charles Philip Yorke, 4. hrabia Hardwicke
- 1873–1897: Charles Philip Yorke, 5. hrabia Hardwicke
- 1897–1904: Albert Edward Philip Henry Yorke, 6. hrabia Hardwicke
- 1904–1909: John Manners Yorke, 7. hrabia Hardwicke
- 1909–1936: Charles Alexander Yorke, 8. hrabia Hardwicke
- 1936–1974: Philip Grantham Yorke, 9. hrabia Hardwicke
- 1974 -: Joseph Philip Sebastian Yorke, 10. hrabia Hardwicke